# Lee Perry
Rainford Hugh Perry (Kendal, Jamaica, 20 de març del 1936 - Lucea, Jamaica, 29 d'agost de 2021), conegut també com a Lee Scratch Perry, Pipecock Jaxxon o The Upsetter, fou un músic jamaicà, guardonat amb un Grammy, que ha contribuït especialment en els estils musicals Ska, Rocksteady, Reggae, i sobretot Dub.

## Biografia
Lee Perry va començar la seva carrera professional l'any 1950 treballant per l'estudi de Clement Coxsone Dodd, el qual més endavant seria anomenat Studio One. A causa de motius econòmics i personals va abandonar la feina, passant a treballar per Joe Gibbs a Wirl records fins a l'any 1968.
Degut de nou a motius econòmics Lee Perry funda el seu propi segell, Upsetter, on treballava amb la seva pròpia banda d'estudi anomenada The Upsetters. L'any 1973 construeix el seu propi estudi anomenat Black Ark. Un incendi cremarà l'estudi l'any 1978. Perry sempre ha insistit a haver estat l'autor de l'incendi.
A finals de la dècada de 1980 comença a treballar amb Adrian Sherwood i Neil Fraser (Mad Professor).
L'any 2003 rep el guardó Grammy pel seu treball Jamaican E.T., i el 2004 és considerat per la revista Rolling Stone com un dels 100 millors artistes de tots els temps.
Actualment resideix a Suïssa, on ha creat la banda Lee Perry and the White Belly Rats, i segueix fent gravacions.
L'any 2015 es va presentar la pel·lícula documental Lee Scratch Perry's Vision of Paradise filmada al llarg de tretze anys sobre un dels principals protagonistes de la música contemporània.

## Discografia

### Àlbums

#### Primers treballs
- The Upsetter (disc) (1969)
- Return of Django (1969)
- Clint Eastwood (1970)
- Many Moods of the Upsetters (1970)
- Scratch the Upsetter Again (1970)
- The Good, the Bad and the Upsetters (1970)
- Eastwood Rides Again (1970)
- Africa's Blood (1972)
- Cloak and Dagger (1973)
- Rhythm Shower (1973)
- Upsetters 14 Dub Blackboard Jungle aka Blackboard Jungle Dub (1973)

#### Etapa Black Ark
- Double Seven (1974)
- DIP Presents the Upsetter (1975)
- Musical Bones (1975)
- Return of Wax (1975)
- Kung Fu Meets the Dragon aka Heart of the Dragon (1975)
- Revolution Dub (1975)
- Super Ape aka Scratch the Super Ape (1976)
- Return of the Super Ape (1978)
- Roast Fish Collie Weed & Corn Bread (1978)

#### Altres àlbums
- The Return of Pipecock Jackxon (1980)
- Mystic Miracle Star (amb the Majestics) (1982)
- History, Mystery & Prophecy (1984)
- Battle Of Armagideon (Millionaire Liquidator) (1986)
- Time Boom X - De Devil Dead (amb Dub Syndicate) (1987)
- On the Wire (1988)
- Satan Kicked the Bucket (amb Bullwackie) (1988)
- Chicken Scratch (1989)
- Mystic Warrior (1989)
- Mystic Warrior Dub (amb Mad Professor) (1989)
- From The Secret Laboratory (amb Dub Syndicate) (1990)
- Message From Yard (amb Bullwackie) (1990)
- Satan's Dub (amb Bullwackie) (1990)
- Lord God Muzik (1991)
- Sounds From The Hotline (1991)
- The Upsetter and The Beat (1992)
- Excaliburman (1992)
- Spiritual Healing (1994)
- Black Ark Experryments (amb Mad Professor) (1995)
- Experryments at the Grass Roots of Dub (amb Mad Professor) (1995)
- Super Ape Inna Jungle (amb Mad Professor) (1995)
- Who Put The Voodoo Pon Reggae (amb Mad Professor) (1996)
- Dub Take The Voodoo Out Of Reggae (amb Mad Professor) (1996)
- Dub Fire (amb Mad Professor) (1998)
- The Original Super Ape (1998)
- Son of Thunder (2000)
- Jamaican E.T. (2002)
- Earthman Skanking (2003)
- Encore (2003)
- Alien Starman (2003)
- Panic in Babylon (2004)
- Alive, more than ever (2006)
- End of an American Dream (2007)
- Repentance (2008)
- Scratch Came Scratch Saw Scratch Conquered (2008)
- The Mighty Upsetter (2008)
- Repentance (2008)
- Scratch Came Scratch Saw Scratch Conquered (2008)
- Dub Setter (amb Adrian Sherwood) (2009)
- The Unfinished Master Piece (2010)
- Revelation (2010)
- Rise Again (amb Bill Laswell, 2011)
- Master Piece (2012)
- Humanicity (amb ERM, 2012)
- The Orbserver in the Star House (2012)
- More Tales from the Orbservatory (2013)
- Back On the Controls (2014)
- The Super Ape Strikes Again (amb Pura Vida, 2015)
- Must Be Free (2016)
- Super Ape Returns To Conquer (amb Subatomic Sound System, 2017)
- The Black Album (2018)[4]
- Alien Dub Massive (2019)
- Big Ben Rock Avril (amb Woodie Taylor Remix– 2019)
- Rainford (2019)

#### Recopilacions
- Chicken Scratch (produït per Coxsone Dodd) (1963-1966)
- Reggae Greats: Lee "Scratch" Perry (1984)
- Open The Gate (1989)
- Upsetter Collection (1994)
- Upsetters A Go Go (1995)
- Introducing Lee Perry (1996)
- Words Of My Mouth Vol.1 (The Producer Series) (1996)
- Voodooism (Pressure Sounds) (1996)
- Arkology (1997)
- The Upsetter Shop Vol.1: Upsetter In Dub (1997)
- Dry Acid (1998)
- Lee Perry Arkive (1998)
- Produced and Directed By The Upsetter (Pressure Sounds) (1998)
- Lost Treasures of The Ark (1999)
- Upsetter Shop Vol.2 1969-1973 (1999)
- Words Of My Mouth Vol.2 (The Producer Series) (1999)
- Words Of My Mouth Vol.3 (Live As One/The Producer Series) (2000)
- Scratch Walking (2001)
- Black Ark In Dub (2002)
- Divine Madness ... Definitely (Pressure Sounds) (2002)
- Dub Triptych (2000)
- Trojan Upsetter Box Set (2002)
- This is Ska and Reggae Roots (2005)
- The Upsetter Selection - A Lee Perry Jukebox (2007)

### Produccions i col·laboracions
- Productor del single de The Clash "Complete Control" (1977)
- "The Only Alternative" a la recopilació Roots Of Innovation - 15 And X Years On-U Sound (1994) editat per Dub Syndicate en el segell On-U Sound
- "Dr. Lee, PhD" a l'àlbum Hello Nasty (1998) de Beastie Boys
- Apareix a dues cançons del disc Whaa! (2005) de Zuco 103
- Samplejat en "Out of Space" de l'àlbum Experience (1992) de The Prodigy